# دان شومرون
الجنرال دان شومرون (بالعبرية:דן שומרון، من مواليد 5 أغسطس 1937 في كيبوتس أشتوت يعقوب- 26 فبراير 2008) رئيس أركان الجيش الإسرائيلي الثالث عشر في الفترة ما بين عامي 1987-1991.

## السيرة الذاتية
اشترك شومرون في القتال للمرة الأولى في حملة سيناء 1956 فيما يسمى بحرب الأيام الستة حيث قاد وحدة على الجبهة المصرية. تم تكريم شومرون بميدالية الخدمة المتميزة لكونه أول مظلي يصل إلى قناة السويس. في عام 1974، نال شومرون قيادة فرقة المشاة وكتيبة المظليين التابعة لالجيش الإسرائيلي. يرجع له الفضل في التخطيط وقيادة عملية عنتيبي في عام 1976 التي قتل فيها يوناتان نتنياهو (شقيق رئيس الوزراء بنيامين نتنياهو) أثناء الهجوم. بعد العملية تم اعتباره بطلا قوميا ليصرح بعدها بأن هذا اللقب دائما ما يشعره بعدم الارتياح حيث قال:
عندما سئل شومرون عن أكثر ما يتذكره حول عملية عنتيبي وإنقاذ الرهائن قال:
في عام 1978، كان شومرون مسؤولاً عن إخلاء وتفكيك قواعد مستوطنة ياميت والجيش في شبه جزيرة سيناء التي حدثت في إطار اتفاقية كامب ديفيد مع مصر. في عام 1983، أنشأ شومرون قيادة القوات البرية لتكون مسؤولة عن سلاح المشاة والدبابات والمدفعية والمهندس ليصبح هو قائدها الأول أما في عام 1987، أصبح شومرون رئيس الأركان الثالث عشر لالجيش الإسرائيلي ليشغل هذا المنصب حتى عام 1991. بعد الانتهاء من ولايته، شغل منصب رئيس مصنع الجيش الإسرائيلي.

## الوفاة
توفي شومرون في 26 فبراير 2008 بعد صراع من مضاعفات تمدد الأوعية الدموية في الدماغ لمده ثلاثة أسابيع. كان عمره آنذاك 70 عامًا.

## في الثقافة الشعبية
لعب هاريس يولين دور شومرون في فيلم نصر عنتيبي (عام 1976) ومن قبل تشارلز برونسون في عام 1977.

## وصلات خارجية
- الجارديان، 27 فبراير 2008.
- التايمز، 27 فبراير 2008 نسخة محفوظة 23 مايو 2010 على موقع واي باك مشين..
- ذا ديلي تلرغراف، 29 فبراير 2008.
- ذا انديبنت، 10 مارس 2008.